# Difusió dèmica
La difusió dèmica és un model antropològic que intenta explicar els canvis culturals a partir de les migracions. S'oposa al difusionisme, que no inclou canvis de població sinó contacte entre comunitats diferenciades. Un dels seus màxims proponents fou Luigi Luca Cavalli-Sforza. Aquest model postula que un grup humà amb una tecnologia o idea determinada es desplaça de la seva zona d'origen i exporta amb ella la innovació a altres indrets. En aquesta nova ubicació, la població local és conquerida, assimilada, desplaçada o bé es produeix una barreja entre els dos pobles. El canvi cultural passa a ser autòcton de la nova zona, idèntic a l'original o amb variacions. Les llengües indoeuropees (des de l'Urheimat) o els conreus agrícoles poden ser explicats amb aquest model.